# Білютай (Бичурський район)
Білютай (рос. Билютай) — село Бичурського району, Бурятії Росії. Входить до складу Сільського поселення Білютайське.
Населення — 458 осіб (2015 рік).